# ワン・ウェイ・レコード
ワン・ウェイ・レコード（One Way Records）は、ニューヨーク州オールバニに拠点を置く独立系レコード・レーベルで、クラシック・ロック・アルバムの低価格な再発を専門としている。1990年代には、音楽業界におけるレコード盤からコンパクトディスクへの移行がなされていく過程で、「見落とされた」レコード・ビジネスとして、迅速な再発が行われた。この再発ニッチと呼べる需要を同様に満たした他のレーベルは、コレクターズ・パイプライン、ライノ・レコード、レイザー&タイが存在した。
それは低価格なタイトルとカットアウトのためにラック・ジョバー (rack jobber)と音楽ディストリビューターを担う会社の一部という存在であった。同社は1971年にデイヴィッド・シュランによって設立され、彼が1995年まで社長を務め、1999年からまた社長に復帰した。
1995年に、アライアンス・エンターテインメント (Alliance Entertainment)に、1850万ドルで売却がなされた。その時点で、同社の年間収益はまさに3500万ドルを超えるほどで、そのうちレーベルが15％を占めていた。
1994年、アーティスト兼レパートリー・ディレクターのテリー・ワクスムスは「遅かれ早かれそれは徐々になくなっていくでしょうけれど、少なくともあと5〜10年間は続けられると予想しています」と予測した。レーベルは2000年代初頭に閉鎖された。 